# Łukasz Kubik
Łukasz Kubik (n. 2 aprilie 1978, Cracovia) este un fost fotbalist polonez, care a evoluat pe postul de mijlocaș central. De-a lungul carierei a evoluat la echipe precum KS Cracovia, KV Mechelen, Excelsior Mouscron, FC Argeș Pitești, Levadiakos, Jagiellonia Białystok sau Lechia Gdańsk.